# Exkochleation

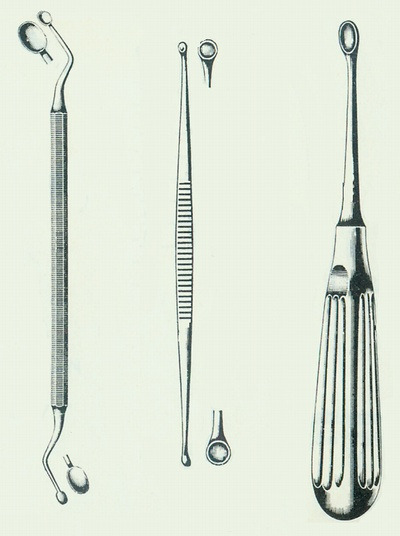
Verschiedene Modelle von Scharfen Löffeln

Exkochleation (von latein: cochlear „Löffel“), (engl.: excochleation) bezeichnet das Auskratzen einer Knochenhöhlung mit einem scharfen Löffel. Ziel dieser Exkochleation ist es, entzündetes Gewebe (z. B. Granulationsgewebe oder Zystenepithel) zu entfernen und dadurch Krankheitsherde zu beseitigen. Auch bei Wundheilungsstörungen (z. B. nach einer Zahnentfernung) wird zur Wundanfrischung eine Exkochleation vorgenommen. 